# Jan Hendrick Oort
Jan Hendrik Oort (28 aprilie 1900, Franeker, Țările de Jos – 5 noiembrie 1992, Wassenaar, Țările de Jos) a fost un astronom neerlandez.

## Biografie
A fost director la Observatorul din Leyda din 1945 până în 1970, unde a condus numeroase cercetări asupra Galaxiei Noastre. După ce i-a pus în evidență rotația diferențială (1927), el s-a ocupat de determinarea masei sale, prin studiul mișcărilor stelelor și distribuției lor în spațiu (1932); a putut astfel să-i stabilească structura în spirală și durata revoluției.
A dezvoltat, începând din 1950, teoria potrivit căreia ar exista, la distanțe de Soare cuprinse între  40.000 și 100.000 de unități astronomice, o vastă concentrare de comete, cunoscută acum sub denumirea de norul lui Oort. Unele din aceste comete părăsesc uneori acest „nor” pentru a intra pe o orbită a cărei plan poate fi diferit de cel al eclipticii.
A devenit membru străin al Royal Society în 1959.
Personalitatea sa și importanța lucrărilor sale i-au permis să constituie în jurul său o echipă prestigioasă, în radioastronomie, cunoscută sub numele de „Școala de la Leyda”. A fost președinte al Uniunii Astronomice Internaționale (1958-1961)  și a fost primit în 1953 în Academia Americană de Științe, ca membru asociat străin.
Asteroidul 1691 Oort a fost denumit în onoarea sa.

## Opera

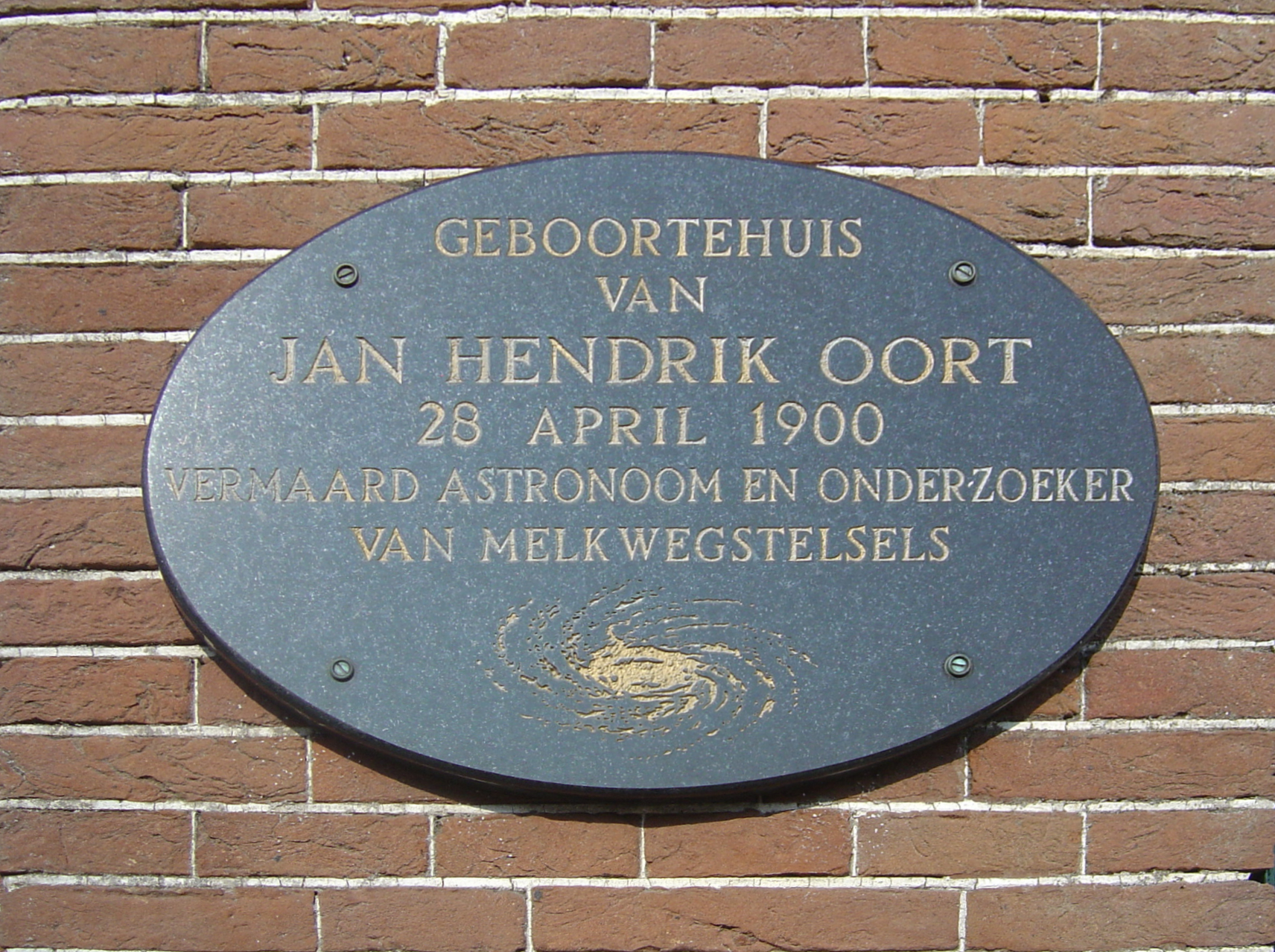
Placă montată pe casa natală a lui Jan Oort, la Franeker, pentru comemorarea savantului.

- Oort, J.H., “The Development of our Insight into the Structure of the Galaxy between 1920 and 1940,” Ann. NY Acad. Sci. 198, 255-66 (1972).
- Oort, J.H., “Some Peculiarities in the Motion of Stars of High Velocity,” Bull. Astron. Inst. Neth. 1, 133-37 (1922).
- Oort, J.H., “The Stars of High Velocity,” (Thesis, Groningen University) Publ. Kapteyn Astr. Lab, Groningen, 40, 1-75 (1926).
- Oort, Jan H., “Asymmetry in the Distribution of Stellar Velocities,” Observatory 49, 302-04 (1926).
- Oort, J.H., “Observational Evidence Confirming Lindblad’s Hypothesis of a Rotation of the Galactic System,” Bull. Astron. Inst. Neth. 3, 275-82 (1927).
- Oort, J.H., “Investigations Concerning the Rotational Motion of the Galactic System together with New Determinations of Secular Parallaxes, Precession and Motion of the Equinox (Errata: 4, 94),” Bull. Astron. Inst. Neth. 4, 79-89 (1927).
- Oort, J.H., “Dynamics of the Galactic System in the Vicinity of the Sun,” Bull. Astron. Inst. Neth. 4, 269-84 (1928).
- Oort, J.H., “Some Problems Concerning the Distribution of Luminosities and Peculiar Velocities of Extragalactic Nebulae,” Bull. Astron. Inst. Neth. 6, 155-59 (1931).
- Oort, J.H., “The Force Exerted by the Stellar System in the Direction Perpendicular to the Galactic Plane and Some Related Problems,” Bull. Astron. Inst. Neth. 6, 249-87 (1932).
- Oort, J.H., “A Redetermination of the Constant of Precession, the Motion of the Equinox and the Rotation of the Galaxy from Faint Stars Observed at the McCormick Observatory,” 4, 94),” Bull. Astron. Inst. Neth. 8, 149-55 (1937).
- Oort, J.H., “Absorption and Density Distribution in the Galactic System,” Bull. Astron. Inst. Neth. 8, 233-64 (1938).
- Oort, J.H., “Stellar Motions,” MNRAS 99, 369-84 (1939).
- Oort, J.H. “Some Problems Concerning the Structure and Dynamics of the Galactic System and the Elliptical Nebulae NGC 3115 and 4494,” Ap.J. 91, 273-306 (1940).
- Mayall, N.U. & J.H. Oort, “Further Data Bearing on the Identification of the Crab Nebula with the Supernova of 1054 A.D. Part II: The Astronomical Aspects,” PASP 54, 95-104 (1942).
- Oort, J.H., “Some Phenomena Connected with Interstellar Matter (1946 George Darwin Lecture),” MNRAS 106, 159-79 (1946) [George Darwin]. Lecture.
- Oort, J.H., “The Structure of the Cloud of Comets Surrounding the Solar System and a Hypothesis Concerning its Origin,” Bull. Astron. Inst. Neth. 11, 91-110 (1950).
- Oort, J.H., “Origin and Development of Comets (1951 Halley Lecture),” Observatory 71, 129-44 (1951) [Halley Lecture].
- Oort, J.H. & M. Schmidt, “Differences between New and Old Comets,” Bull. Astron. Inst. Neth. 11, 259-70 (1951).
- Westerhout, G. & J.H. Oort, “A Comparison of the Intensity Distribution of Radio-frequency Radiation with a Model of the Galactic System,” Bull. Astron. Inst. Neth. 11, 323-33 (1951).
- Morgan, H.R. & J.H. Oort, “A New Determination of the Precession and the Constants of Galactic Rotation,” Bull. Astron. Inst. Neth. 11, 379-84 (1951).
- Oort, J.H. “Problems of Galactic Structure,” Ap.J. 116, 233-250 (1952) [Henry Norris Russell Lecture, 1951].
- Oort, J. H., “Outline of a Theory on the Origin and Acceleration of Interstellar Clouds and O Associations,” Bull. Astr. Inst. Neth. 12, 177-86 (1954).
- Oort, J. H., & H.C. van de Hulst, “Gas and Smoke in Interstellar Space,” Bull. Astr. Inst. Neth. 10, 187-204 (1946).
- van de Hulst, H.C., C.A. Muller, & J.H. Oort, “The spiral structure of the outer part of the Galactic System derived from the hydrogen mission at 21 cm wavelength,” Bull. Astr. Inst. Neth. 12, 117-49 (1954).
- van Houten, C.J., J.H. Oort, & W.A. Hiltner, “Photoelectric Measurements of Extragalactic Nebulae,” Ap.J. 120, 439-53 (1954).
- Oort, Jan H. & Lyman Spitzer, Jr., “Acceleration of Interstellar Clouds by O-Type Stars,” Ap.J. 121, 6-23 (1955).
- Oort, J.H., “Measures of the 21-cm Line Emitted by Interstellar Hydrogen,” Vistas in Astronomy. 1, 607-16 (1955).
- Oort, J. H. & Th. Walraven, “Polarization and Composition of the Crab Nebula,” Bull. Astr. Inst. Neth. 12, 285-308 (1956).
- Oort, J.H., “Die Spiralstruktur des Milchstraßensystems,” Mitt. Astr. Ges. 7, 83-87 (1956).
- Oort, J.H., F.J. Kerr, & G. Westerhout, “The Galactic System as a Spiral Nebula,” MNRAS 118, 379-89 (1958).
- Oort, J.H., “Summary - From the Astronomical Point of View,” in Ricerche Astronomiche, Vol. 5, Specola Vaticana, Proceedings of a Conference at Vatican Observatory, Castel Gandolfo, May 20–28, 1957, ed. by D.J.K. O'Connell (North Holland, Amsterdam & Interscience, NY, 1958), 507-29.
- Oort, Jan H., “Radio-frequency Studies of Galactic Structure,” Handbuch der Physik vol. 53, 100-28 (1959).
- Oort, J.H., “A Summary and Assessment of Current 21-cm Results Concerning Spiral and Disk Structures in Our Galaxy,” in Paris Symposium on Radio Astronomy, IAU Symposium no. 9 and URSI Symposium no. 1, held 30 July - 6 august 1958, ed. by R.N. Bracewell (Stanford University Press, Stanford, CA, 1959), 409-15.
- Rougoor, G. W. & J.H. Oort, “Neutral Hydrogen in the Central Part of the Galactic System,” in Paris Symposium on Radio Astronomy, IAU Symposium no. 9 and URSI Symposium no. 1, held 30 July - 6 august 1958, ed. by R.N. Bracewell (Stanford University Press, Stanford, CA, 1959), pp. 416–22.
- Oort, J. H. & G. van Herk, “Structure and dynamics of Messier 3,” Bull. Astr. Inst. Neth. 14, 299-321 (1960).
- Oort, J. H., “Note on the Determination of Kz and on the Mass Density Near the Sun,” Bull. Astr. Inst. Neth. 15, 45-53 (1960).
- Rougoor, G.W. & J.H. Oort, “Distribution and Motion of Interstellar Hydrogen in the Galactic System with Particular Reference to the Region within 3 Kiloparsecs of the Center,” Proc. Nat. Acad. Sci. 46, 1-13 (1960).
- Oort, J.H. & G.W. Rougoor, “The Position of the Galactic Centre,” MNRAS 121, 171-73 (1960).
- Oort, J.H., “The Galaxy,” IAU Symposium 20, 1-9 (1964).
- Oort, J.H. “Stellar Dynamics,” in A. Blaauw & M. Schmidt, eds., Galactic Structure (Univ. of Chicago Press, Chicago, IL, 1965), pp. 455–512.
- Oort, J. H., “Possible Interpretations of the High-Velocity Clouds,” Bull. Astr. Inst. Neth. 18, 421-38 (1966).
- Oort, J. H., “Infall of Gas from Intergalactic Space,” Nature 224, 1158-63 (1969).
- Oort, J.H., “The Formation of Galaxies and the Origin of the High-Velocity Hydrogen.,” Astronomy & Astrophysics 7, 381-404 (1970).
- Oort, J.H., “The Density of the Universe,” Astronomy & Astrophysics 7, 405 (1970).
- Oort, J.H., “Galaxies and the Universe,” Science 170, 1363-70 (1970).
- van der Kruit, P.C., J.H. Oort, & D.S. Mathewson, “The Radio Emission of NGC 4258 and the Possible Origin of Spiral Structure,” Astronomy & Astrophysics 21, 169-84 (1972).
- Oort, Jan H. “On the Problem of the Origin of Spiral Structure,” Mitteilungen der AG 32, 15-31 (1973) [Karl Schwarzschild Lecture, 1972].
- Oort, J.H. & L. Plaut, “The Distance to the Galactic Centre Derived from RR Lyrae Variables, the Distribution of these Variables in the Galaxy's Inner Region and Halo, and A Rediscussion of the Galactic Rotation Constants,” Astronomy & Astrophysics 41, 71-86 (1975).
- Pels, G., J.H. Oort, & H.A. Pels-Kluyver, “New Members of the Hyades Cluster and a Discussion of its Structure,” Astronomy & Astrophysics 43, 423-41 (1975).
- Rubin, Vera C., W. Kent Ford, Jr., Charles J. Peterson, & J.H. Oort,“New Observations of the NGC 1275 Phenomenon,” Ap.J. 211, 693-96 (1977).
- Oort, J.H., “The Galactic Center,” Annual Reviews of Astronomy & Astrophysics 15, 295-362 (1977).
- Oort, J.H., “Superclusters and Lyman α Absorption Lines in Quasars,” Astronomy & Astrophysics 94, 359-64 (1981).
- Oort, J.H., H. Arp, & H. de Ruiter, “Evidence for the Location of Quasars in Superclusters,” Astronomy & Astrophysics 95, 7-13 (1981).
- Oort, J.H., “Superclusters,” Annual Reviews of Astronomy & Astrophysics 21, 373-428 (1983).
- Oort, J.H., “Structure of the Universe,” in Early Evolution of the Universe and its Present Structure; Proceedings of the Symposium, Kolymbari, Greece, August 30-2 septembrie 1982, (Reidel, Dordrecht & Boston, 1983), 1-6.
- Oort, Jan H. “The Origin and Dissolution of Comets (1986 Halley Lecture),” Observatory 106, 186-93 (1986).
- Oort, Jan H. “Origin of Structure in the Universe,” Publ. Astron. Soc. Japan 40, 1-14 (1988).
- Oort, J.H., “Questions Concerning the Large-scale Structure of the Universe,” in Problems in Theoretical Physics and Astrophysics: Collection of Articles in Celebration of the 70th Birthday of V. L. Ginzburg (Izdatel’stvo Nauka, Moscow, 1989), pp. 325–337.
- Oort, J.H., “Orbital Distribution of Comets,” in W.F. Huebner, ed., Physics and Chemistry of Comets (Springer-Verlag, 1990), pp. 235–44 (1990).
- Oort, J.H., “Non-Light-Emitting Matter in the Stellar System,” public lecture of 1926, reprinted in The Legacy of J. C. Kapteyn, ed. by P. C. van der Kruit and K. van Berkel (Kluwer, Dordrecht, 2000) [abstract].
- Strom, R. G., G.K. Miley, & J. Oort, “Giant Radio Galaxies,” Sci. Amer. 233, 26 (1975).
- Oort, J.H., “A New Southern Hemisphere Observatory,” Sky & Telescope 15, 163 (1956).
- Oort, J.H., “Exploring the Nuclei of Galaxies,” Mercury 21, 57 (1992).

## Distincții și recompense
- 1942: Medalia Bruce
- 1946: Medalia de Aur a Royal Astronomical Society
- 1951: Henry Norris Russell Lectureship
- 1984: Premiul Balzan pentru astrofizică.

## Anexe

### Articole conexe
- Norul lui Oort
- Constantele lui Oort
- 1691 Oort
- Limita lui Oort